# Antonia Niedermaier
Antonia Niedermaier (Rosenheim, 20 februari 2003) is een Duits toerskiër en wielrenster die sinds 2023 rijdt voor Canyon//SRAM Racing.

## Wielercarrière

### 2021
In september 2021 nam Niedermaier deel aan de Limburgse rittenkoers Watersley Ladies Challenge. Ze eindigde als zesde in de tweede etappe, een individuele tijdrit over twaalf kilometer, en als elfde in het algemeen klassement. Bij de Europese kampioenschappen voor junioren in Italië werd ze in de tijdrit tweede achter Aljona Ivantsjenko en vijftiende in de wegrit. Eind september nam ze tevens deel aan de wereldkampioenschappen voor junioren in België. Ze werd in de tijdrit derde achter Ivantsjenko en Zoe Bäckstedt en 76e in de wegrit.

### 2022
In het seizoen 2022 reed Niedermaier voor Canyon//SRAM Generation, de opleidingsploeg van Canyon//SRAM Racing. Op 26 juni werd Niedermaier vijfde op het Duits kampioenschap wielrennen op de weg voor elitevrouwen. Begin juli nam ze tevens deel aan de het Duits kampioenschap op de weg voor beloften, waarbij ze als tweede achter Ricarda Bauernfeind eindigde. Een week later werd ze twintigste in de wegrit van het Europees kampioenschap op de weg voor beloften in Portugal. Bij de Visegrad 4 Ladies Race in Slowakije werd ze achtste. In augustus nam ze deel aan de Ronde van Toscane voor beloften. Ze eindigde als vierde in het bergklassement en als vijfde in het jongerenklassemenent. Niedermaier beleefde haar doorbraak in de Tour de l'Ardèche. In deze Franse rittenkoers won ze de vierde etappe, de vijfde etappe, het algemeen klassement en het jongerenklassement. Tevens eindigde ze als tweede in het bergklassement en als derde in het puntenklassement.

### 2023
In het seizoen 2023 zette Niedermaier de stap naar de hoofdmacht van Canyon//SRAM, waarmee ze in mei derde werd in de ploegentijdrit van de Ronde van Thüringen. Begin juni nam ze deel aan de Ronde van de Pyreneeën. Aldaar werd ze derde in de tweede etappe en derde in het algemeen klassement. Tevens won ze het jongerenklassement en het bergklassement. Op 23 juni won ze het Duits kampioenschap tijdrijden voor beloften. Een dag later werd ze zesde bij het Duits kampioenschap voor elitevrouwen op de weg. In juli nam ze met de Ronde van Italië deel aan haar eerste grote ronde. Op 4 juli won ze de vijfde etappe door rozetruidraagster Annemiek van Vleuten voor te blijven.

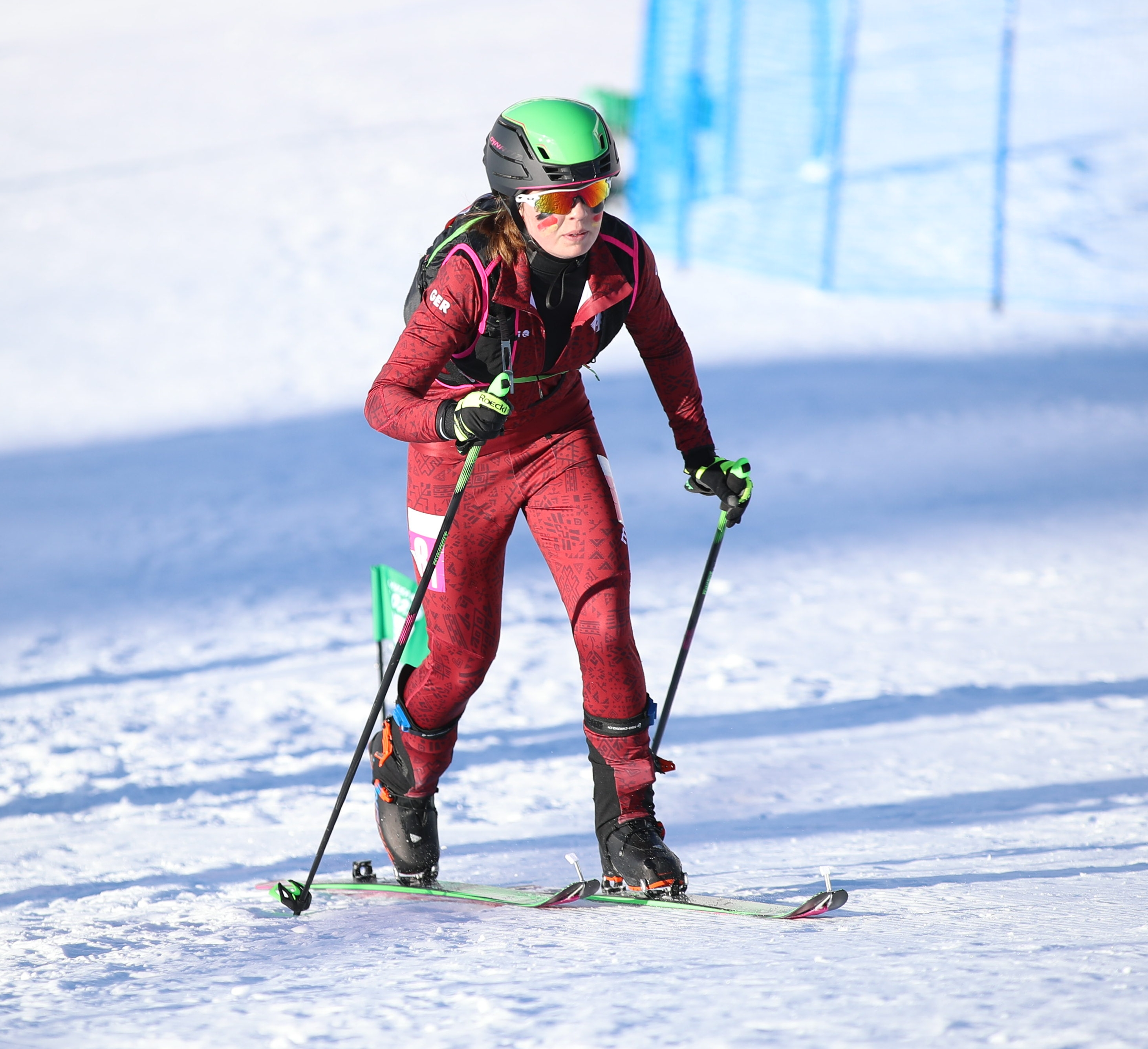
Niedermaier als tourskiër tijdens de Olympische Jeugdwinterspelen 2020.

## Palmares
2022
4e en 5e etappe Tour de l'Ardèche
Eind- en jongerenklassement Tour de l'Ardèche
2023
Berg- en jongerenklassement Ronde van de Pyreneeën
 Duits kampioen tijdrijden, Beloften
5e etappe Ronde van Italië
 Wereldkampioen tijdrijden, Beloften
1e etappe (ITT) Ronde van de Toekomst
Jongerenklassement Ronde van de Toekomst
2024
 Europees kampioenschap tijdrijden, beloften
 Wereldkampioen tijdrijden, Beloften
 Wereldkampioenschap op de weg, beloften
2025
Jongerenklassement Ronde van de Verenigde Arabische Emiraten
Jongerenklassement Ronde van het Baskenland
 Duits kampioen tijdrijden, Elite
Jongerenklassement Ronde van Italië

### Resultaten in voornaamste wedstrijden
| Jaar | Ronde van Italië | Ronde van Frankrijk | Ronde van Spanje |
| ---- | ---------------- | ------------------- | ---------------- |
| 2023 | opgave (1)       |                     |                  |
| 2024 | 6e               |                     | 11e              |
| 2025 | 5e               |                     |                  |

| Jaar | Luik-Bast.‑Luik | Strade Bianche | Trofeo Alfredo Binda | Waalse Pijl |  | WK op de weg |
| ---- | --------------- | -------------- | -------------------- | ----------- |  | ------------ |
| 2023 |                 |                |                      |             |  | 74e          |
| 2024 |                 |                |                      | 48e         |  | 18e          |
| 2025 | 14e             | 43e            | 37e                  | 26e         |  |              |

## Ploegen
- 2022 –  Canyon//SRAM Generation
- 2023 –  Canyon//SRAM Racing
- 2024 –  Canyon-SRAM
- 2025 –  Canyon//SRAM zondacrypto

Bäckstedt (vanaf 1/9) · Bauernfeind · Bossuyt · Bradbury · Chabbey · Cromwell · van der Duin · Dygert · Niedermaier · Niewiadoma · Paladin · Rooijakkers · Roy · Skalniak-Sójka · Towers
Bäckstedt · Bauernfeind · Bossuyt · Bradbury · Chabbey · Cromwell · Czapla · van der Duin · Dygert · Morrice · Niedermaier · Niewiadoma · Paladin · Skalniak-Sójka · Towers
Aintila · Bäckstedt · Bauernfeind · Bradbury · Consonni · Cromwell · Czapla · van der Duin · Dygert · Klöser · Kolesava · Martins · Niedermaier · Niewiadoma · Paladin · Skalniak-Sójka · Towers · Uttrup Ludwig